# Todirostrum
Todirostrum is een geslacht van zangvogels uit de familie tirannen (Tyrannidae).

## Soorten
Het geslacht kent de volgende soorten:
- Todirostrum chrysocrotaphum – Geelbrauwschoffelsnavel
- Todirostrum cinereum – Geelbuikschoffelsnavel
- Todirostrum maculatum – Gevlekte schoffelsnavel
- Todirostrum nigriceps – Zwartkopschoffelsnavel
- Todirostrum pictum – Witkeelschoffelsnavel
- Todirostrum poliocephalum – Grijskopschoffelsnavel
- Todirostrum viridanum – Kortstaartschoffelsnavel